# 內務府公署
内务府公署是北京的一个古迹，位于紫禁城西路、右翼门外，是清朝内务府堂的所在地。

## 简介
内务府公署的所在地，原是明朝的仁智殿（俗称“白虎殿”）旧址。《钦定日下旧闻考》载，“明仁智殿应在武英殿后，旧基已废，今之内务府官廨等处，是其旧址。”《芜史》载，明朝凡大行皇帝梓宫停于仁智殿。《明史本纪》载，明成祖崩于榆木川，舆及郊，皇太子迎入仁智殿，加殓纳梓宫。另据《四友斋丛说》载，仁智殿还用以处画士。《芜史》载，明孝宗曾经到仁智殿观钟钦礼作画。
《钦定总管内务府现行则例》载，“国初设立内务府。顺治十一年裁，置十三衙门。十八年裁十三衙门，仍置内务府。”《内务府册》载，“内务府在西华门内右翼门之西，循墙第四门，东向，前后凡五重，其廨舍之数，共四十有三间。”
内务府下属有七个司：广储司、会计司、掌仪司、都虞司、慎刑司、营造司、庆丰司。其中，除了广储司设在紫禁城中的内务府公署以西，其他六个司均设在紫禁城外。
内务府公署的原有建筑均已无存。2012年，故宫博物院院长单霁翔表示，内务府公署将进行复建、还原。
1997年起，故宫博物院对组织机构进行了重大改革，将原来分置的保管、陈列、研究三个部门改组，成立了古器物部、古书画部、宫廷部、展览宣教部。这四个部门均设在南三所古建筑群中。2013年1月，根据故宫博物院院长单霁翔介绍，故宫将复建内务府公署，复建完成后，上述四个单位将从南三所搬到复建的内务府公署建筑中，内务府公署下面是故宫博物院地下库房，所以迁往内务府公署也将便于这四个单位工作。
2013年9月，国家文物局讨论通过了内务府公署的修复方案。内务府公署旧址是故宫博物院第一期、第二期地下库房的所在地。故宫博物院的专家几乎每日都要下到地下库房，但需穿越开放区，所以拿取文物存在风险，未来故宫博物院计划修建一条专门的地下通道，这样专家赴地下库房拿取文物便不再需要穿越开放区了。